# 夏洛克：未敘之章
《夏洛克：未敘之章》（日语：シャーロック-アントールドストーリーズ-），2019年10月7日起每週一21:00~21:54播出（首集延長30分鐘；第2集延長15分鐘；結局延長30分鐘）於日本富士電視台播出；台灣則由KKTV於每週二更新。導演為西谷弘、野田悠介及永山耕三；井上由美子擔任編劇；太田大擔任製作人；由藤岡靛主演，岩田剛典共演。
該劇改編自亞瑟·柯南·道爾的系列小說《福爾摩斯探案》中提及，但未詳述的案件。電影版《巴斯克維爾的獵犬 夏洛克劇場版》預定於2022年6月17日上映。

## 劇情概要
譽獅子雄為警方的犯罪顧問，自學生時代起便解決許多案件而被譽為天才，但其行為常帶著「犯罪衝動」，是個危險的男人。前精神科醫師若宮潤一是位個性善良卻敏感纖細的男人，起初不喜歡譽獅子雄的無理態度，後來逐漸了解對方，進而一起解決各種疑案。

## 角色列表

### 主要角色
| 角色       | 演員         | 人物介紹 |
| 譽獅子雄   | 藤岡靛       | 犯罪顧問，自小就對犯罪心理學以及人類犯罪原因著迷。求學時期便破獲許多旁人無法解開的案件而被稱為天才，但行為常遊走在法律邊緣，是個危險的男人。 會為了自身興趣承接個人委託，或與警方合作。 因為原居所嚴重漏水，在首集集末，搬入若宮住所同居。 相當於原作中的夏洛克·福爾摩斯。姓名的首字母拼音縮寫和夏洛克·福爾摩斯一樣為S·H。 |
| 若宮潤一   | 岩田剛典     | 原在一家市內醫院擔任精神科醫師，後辭職。是一個冷靜、聰明且善良的人，但實際上擁有一顆脆弱的心，對自己沒有什麼信心。 首集對譽沒有好感，集末與譽展開同居生活，在過程中逐漸對譽產生認同。 相當於原作中的約翰·華生。姓名的首字母拼音縮寫和約翰·華生一樣為J·W。                                                                  |
| 江藤禮二   | 佐佐木藏之介 | 警視廳捜査一課警部。本身沒有什麼辦案才能，但自認為優秀，並時常偷懶，個性有些吊兒啷噹。總是尋求譽的幫助，但案子解決之後往往都將功勞拿走。 因為有時會不自覺地成為譽查案的麻煩，會被譽當作笨蛋戲耍。 相當於原作中的雷斯垂德探長。                                                                                             |
| 小暮久美子 | 山田真步     | 警視廳搜査一課巡査部長，是江藤的搭檔。為人冷靜，雖然覺得上司江藤不錯，但也認為他很煩。常常冷眼看江藤與譽之間的互動。 相當於原作中的葛雷格森探長。 |
| LEO        | ゆうたろう   | 神秘少年，總是踩著滑板到處走，替譽獅子雄蒐集資料。 相當於原作中的貝克街游擊隊。 |

### 客串角色

##### 第1集
| 角色     | 演員       | 人物介紹 |
| 赤羽榮光 | 中尾明慶   | 消化器官內科醫生。若宮的同僚，也是大學時期同一個社團的同學。他深受同僚與病患的信賴，在家也是個好丈夫及好父親。但某天晚上他卻離奇地從醫院頂樓墜樓身亡。 |
| 赤羽汀子 | 松本真理香 | 赤羽榮光之妻。給人溫柔又賢慧的印象，與赤羽育有一女。                                                                                                   |
| 水野麻里 | 松井玲奈   | 護理師。第一個發現赤羽榮光的屍體的人。 |
| 郡司貴生 | 淵上泰史   | 記者，若宮與赤羽大學時期的同學，知道兩人的秘密並以此要脅赤羽。                                                                                         |
| 今井茂樹 | 平泉成     | 赤羽大學時代的指導教授，知道赤羽的過去。 |
| 石井太   | 木下鳳華   | 醫院警衛。值班時打瞌睡，沒看見赤羽的異狀。 |
| 赤羽隆   | 山田明鄉   | 赤羽榮光的父親，前惠洋大學醫學系教授。 |
| 赤羽雅惠 | 淺茅陽子   | 赤羽榮光的母親。 |

##### 第2集
| 角色       | 演員     | 人物介紹 |
| 青木藍子   | 菅野美穗 | 達靈頓法律事務所律師，個性冷靜、沉穩，與委託人之間即使委託工作結束也會維持一種長遠的關係。                                               |
| 河本美沙   | 岸井雪乃 | 達靈頓法律事務所事務員。 |
| 山下佐和子 | 三浦透子 | 被害人，也是青木以前的委託人，受不了擁有一個死刑犯兄長，因被媒體沒日沒夜騷擾的痛苦而尋求青木的幫助。某日突然從天橋墜下，遭電車撞擊身亡。 |
| 高橋博美   | 未來     | 青木以前的委託人。因為介入他人婚姻而委託青木。                                                                                           |
| 佐佐木守   | 內村遙   | 山下的未婚夫，小學老師。 |
|            | 柳俊太郎 | 山下佐和子的哥哥，死刑犯。 |

##### 第3集
| 角色       | 演員     | 人物介紹 |
| 市川利枝子 | 伊藤步   | 警視廳刑事部捜査二課刑事，曾經逮捕過吉野。 |
| 吉野正夫   | 六平直政 | 被害人，遭人發現死在坂東的房子內。原遠洋漁業船員，五年前曾經與其他同夥詐取大邸建設的土地，導致受害人大邸社長自殺，但整個犯罪組織只有他被捕。                        |
| 古田和人   | 岡田義德 | 不動產銷售員，五年前曾負責大邸建設的案子，害大邸建設蒙受二十一億日圓的損失。後來在Prenter House工作，但因為承擔公寓建地一案對過程異常順利感到不安，而尋求譽的幫助。 |
| 細川保奈美 | 山口泉   | 坂東家以前的管家。與出獄後的吉野正夫成為朋友。 |
| 齋藤順子   | 山村紅葉 | 前美容師，古田負責的公寓建地的賣家。 |
| 丹波       | 菊池均也 | 不動產仲介、丹波俱樂部社長也是古田的前輩。介紹公寓建地案子給古田。                                                                                                  |
| 田中       | 飯田基祐 | 市川的上司。 |

##### 第4集
| 角色     | 演員       | 人物介紹 |
| 石橋卓也 | 金子統昭   | 拳擊館館長，退役的拳擊選手，也是梶山的拳擊導師。                                                                           |
| 梶山裕太 | 矢野聖人   | 在拳擊錦標賽上當天突然失蹤。被懷疑是殺害村川的嫌疑犯。                                                                     |
| 細谷優子 | 小島藤子   | 與石橋是大學同學，曾是梶山的高中老師。幾年前因為村川破壞公園遊樂器材，導致細谷優子頸椎受到重傷，在醫院長期住院，最後死亡。 |
| 細谷潤   | 小林喜日   | 細谷優子的兒子。 |
| 細谷郁恵 | 朝加真由美 | 細谷優子的母親，在女兒過世之後，獨自撫養細谷潤。                                                                           |
| 村川正輝 | コーシロー | 被害人，被人發現死在樓梯台階上，死前還曾經遭到毆打。幾年前曾經因為好玩，破壞公園設施，導致三人受傷。                       |

##### 第5集
| 角色     | 演員       | 人物介紹                                                                                             |
| 乾貴之   | 葉山獎之   | 設計部員工。長期受到町田的職場霸凌，在某日晚上情緒崩潰回家後，不知去向。                             |
| 乾千沙子 | 若村麻由美 | 乾貴之的母親，前外科護理師，在結婚後辭職。                                                           |
| 町田卓夫 | 永井大     | 營業部主任，也是前國土大臣的次子。表面上器重乾貴之，將案子交由他處理，但出差錯的話就會施加言語暴力。 |
| 乾貴久   | 小市慢太郎 | 乾貴之的父親。常常藉故不回家。                                                                       |
| 清水弘人 | 小澤亮太   | 設計部員工，乾貴之的同事。原是町田職場霸凌的受害者，因前者將目標轉移至乾身上，也變成霸凌加害者。     |
| 真澄     | 若月佑美   | 町田的女朋友。一次造訪町田家，發現屋內的大量血跡而報警。                                             |

##### 第6集
| 角色                     | 演員                            | 人物介紹 |
| 宇井宗司                 | 和田正人 / 若林時英（高中時期） | 東端醫學科大醫院的精神神經科副教授，接手平田教授退休後留下的研究。目前負責高遠的心理諮商。                                   |
| 高遠綾香                 | 吉川愛                          | 十七歲高中生。因為曾經受到男性襲擊，而患上PTSD引發的失眠，目前正接受宇井的治療。在生日那天突然說出自己曾犯下二十年前的命案。 |
| 高遠美樹                 | 霧島麗香 / 永瀨莉子（高中時期） | 高遠綾香的母親，陶藝家。對於女兒的案件態度冷淡。                                                                             |
| 平田初雄                 | 伊藤洋三郎                      | 東端醫學科大醫院的精神神經科教授。以自身心臟疾病惡化為由，於三個月前退休。                                                   |
| 高遠一也                 | 二階堂智                        | 高遠綾香的父親，製藥公司董事。                                                                                               |
| 田島順子                 | 夕帆                            | 高中英文老師。二十年前突然失蹤，被發現時已經是一具白骨。                                                                     |
| 平田治療紀錄影片中的患者 | 堀田真由                        | 曾經接受平田的治療，過程中自白自己受到那個人(守谷壬三)之命，參與過田島的命案。                                               |

##### 第7集
| 角色         | 演員       | 人物介紹                                                               |
| 羽佐間虎夫   | 山城琉飛   | 寅二郎的孫子，是個懂得觀察的聰明小孩。因為爺爺失蹤，上門尋求譽的幫助。 |
| 羽佐間寅二郎 | 伊武雅刀   | 虎夫的爺爺，患有輕微的失智症，某日於養老院回家的路上被人綁架。         |
| 長嶺加奈子   | 黑澤明日香 | 養老院照護員，曾經照顧過年老的銀次。                                   |
| 寺島雄平     | 達山俊也   | 養老院院長。                                                           |
| 須磨銀次     | 螢雪次朗   | 寅二郎以前的搭檔。                                                     |

##### 第8集
| 角色       | 演員       | 人物介紹 |
| 安蘭世津子 | 長谷川京子 | 薩頓商學院校長。 |
| 北山彩     | 谷村美月   | 安蘭的秘書。一年前從薩頓畢業，非常尊敬安蘭。 |
| 譽萬龜雄   | 高橋克典   | 獅子雄同父異母的哥哥。職業為經濟產業省的高級官員，與獅子雄關係不睦。 相當於原作中的邁克羅夫特·福爾摩斯。姓名的首字母拼音縮寫和邁克羅夫特·福爾摩斯一樣為M·H。 |
| 柴田雅樹   | 久保田悠來 | 被害人，遭人發現與三崎一起死在床上。經濟產業省職員，薩頓商學院的畢業生。                                                                                     |
| 三崎雄一   | 佐伯大地   | 被害人，遭人發現與柴田一起死在床上。西裝裁縫店職員。 |

##### 第9集
| 角色       | 演員     | 人物介紹                                                                 |
| 古賀智志   | 大友康平 | 義大利餐廳Elena主廚。                                                    |
| 加藤茂     | 田邊和也 | 義大利餐廳Elena侍者。                                                    |
| 不破凛子   | 島かおり | 與丈夫達彥一起於Elena慶祝結婚紀念日，途中耳環遺失，由譽幫忙找回。        |
| 不破達彦   | 綾田俊樹 | 建設公司負責人。與妻子凜子一起在Elena慶祝結婚紀念日。                    |
| 新井伸吾   | 郭智博   | 被害人，遺體被譽發現藏在儲藏室裡。義大利餐廳Elena副主廚。                |
| 中原聖子   | 峯村リエ | Elena顧客，投資家。                                                      |
| 高津みずえ | 遊井亮子 | Elena顧客，美食雜誌編輯，陪同大石一起前來。                              |
| 大石萬作   | 升毅     | Elena顧客，美食評論家。前來Elena取材，但不斷抱怨食物的味道不似以往美味。 |
| 西岡啓介   | 伊藤祐輝 | 義大利餐廳Elena負責義大利麵的廚師。                                      |
| 佐伯斗真   | 古屋呂敏 | 義大利餐廳Elena甜點師傅。                                                |

##### 第10集
| 角色     | 演員       | 人物介紹                                                                           |
| 鵜飼昇平 | 大鶴義丹   | 現任東京都知事。力拼三個月後的都知事選舉，但因為陷入外遇醜聞而使得支持率一落千丈。 |
| 鵜飼椋介 | 浦上晟周   | 鵜飼昇平的兒子。就讀聖盧克高中二年級，在籃球隊有很好的成績。於某日被綁架失蹤。     |
| 津崎洋平 | 松島庄汰   | 鵜飼昇平的第二秘書。                                                               |
| 灰田聰   | 増田修一朗 | 聖盧克籃球校隊教練，常對學生施加霸凌。                                             |
| 竹內     | 佐久間悠   | 椋介的寢室室友，也是校隊隊友。                                                     |
| 田所     | 岡部貴志   | 鵜飼昇平的第一秘書。                                                               |

##### 第11集
| 角色       | 演員     | 人物介紹 |
| 守谷壬三   | 大西信滿 | 集體逃獄事件犯人之一。犯罪組織首腦，譽獅子雄的宿敵。 相當於原作中的詹姆斯·莫里亞蒂教授。守谷(Moriya)音似莫里亞蒂(Moriarty)，其姓名的拼音縮寫和詹姆斯·莫里亞蒂一樣為J·M。 |
| 月岡徹平   | 三浦誠己 | 東京監獄的守衛。協助市川利枝子等人一起逃獄而遭到追捕，後被警察開槍射中腿部。                                                                                             |
| 田中摩周   | 澀谷謙人 | 集體逃獄事件犯人之一。以前曾是律師，但因為參與詐騙而遭到逮捕。 |
| 春日ひとみ | 北原里英 | 集體逃獄事件犯人之一。逃獄後跑到鵜飼昇平的事務所放置炸裂物導致人員受傷。                                                                                                 |
| 波藤園美   | 片瀨梨乃 | 若宮住的公寓的房東太太。因為若宮延遲繳交房租而登門拜訪，不允許同居的行為。 相當於原作中的哈德遜夫人。                                                                    |
| 山下       | 篠井英介 | 警視廳副總監，江藤的上司。 |

##### 特別篇
| 角色       | 演員     | 人物介紹                                                             |
| 門司かれん | 木南晴夏 | 自稱記者，與若宮一起採訪了譽曾經幫助或抓獲的人。以前曾受過譽的協助。 |

## 外部連結
- 富士電視台官方網站
- 夏洛克：未敘之章的X（前Twitter）
- 夏洛克：未敘之章的Instagram帳戶

| 日本 富士電視台 週一晚間九點連續劇    | 日本 富士電視台 週一晚間九點連續劇                                 | 日本 富士電視台 週一晚間九點連續劇 |
| ------------------------------------- | ------------------------------------------------------------------ | ---------------------------------- |
|                                       | 夏洛克：未敘之章 （2019年10月7日－12月23日）                       |                                    |
| 監察醫 朝顏 （2019年7月8日－9月23日） | 絕對零度〜未然犯罪潛入捜査2〜 （第四季） （2020年1月6日－3月16日） |                                    |